# Jules Lermina

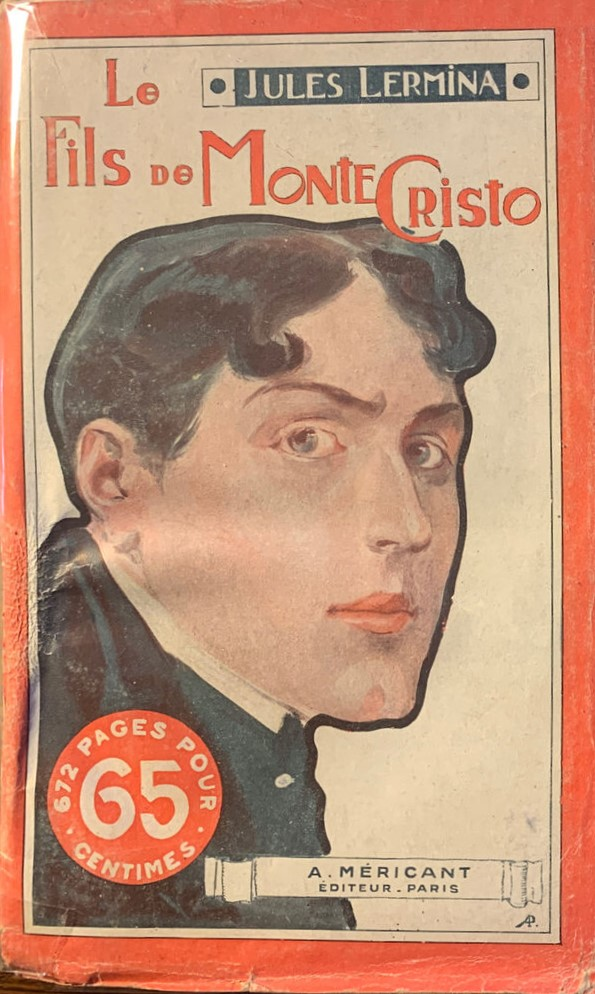
El Hijo de Montecristo (1881).

Jules Hyppolite Lermina (París, 27 de marzo de 1839 - París, 1915) fue un novelista y periodista francés.
Después de haber ejercido diversos oficios e intentado sin éxito lanzarse en los negocios, empieza una carrera periodística en 1859 y se compromete del lado de los socialistas, lo que le vale varias estancias en prisión y la ayuda de Victor Hugo.
Sus primeras novelas aparecen bajo el seudónimo de William Cobb. Deja una obra abundante, que comprende novelas de aventuras, de la que están particularmente influenciadas de las obras: Los Misterios de París (Mystères de Paris) de Eugène Sue y de El Conde de Montecristo de Alexandre Dumas (padre), así como novelas policíacas, cuentos inspirados por su interés para las ciencias ocultas, un diccionario biográfico y un diccionario de jerga.

## Principales publicaciones
Novelas
- Madame Sept-quatre (1873)
- Les Mystères de New-York (1874)
- Gris-gris, roman historique, avec Marc Fournier (1874)
- Marien (1875)
- La Roche du Diable (1875)
- Les Loups de Paris (2 volumes, 1876)
- Le Prince Mouffetard (1877)
- La Succession Tricoche et Cacolet (2 volumes, 1877)
- Les Mille et une femmes (2 volumes, 1879)
- Les Mariages maudits (1880)
- Le Fils de Monte-Cristo (1881
- Les Chasseurs de femmes (1881)
- La Haute Canaille (1881)
- La Criminelle (1881)
- Le Livre d'amour (1882)
- Ralph le Rouge, aventures d'un Parisien en Floride (2 volumes, 1883)
- Vive la République ! histoire d'un gamin de Paris, 1848-1851-1871 (1883)
- Les Hystériques de Paris (1885)
- Le Trésor de Monte-Cristo (1885)
- Histoires incroyables (2 volumes, 1885)
- Nouvelles histoires incroyables (1888)
- Le Cœur des femmes : Marie-Louise (1889)
- À brûler, histoires incroyables (1889)
- À tes pieds ! A. V. (1889)
- L'Élixir de vie, conte magique (1890)
- Martyres d'amour (1890)
- Reine, roman historique (1891)
- Le Tour du monde de deux orphelines (1892)
- La Magicienne ; Le Secret des Zippélius ; Histoire d'une nuit. La Vie humaine. La Sacoche (1892)
- Le Secret des Zippélius (1893)
- Alise (1893)
- Abel (1894)
- Amours et aventures de Cyrano de Bergerac (1894)
- Terres de glace et terres de feu (3 volumes, 1894)
- L'Énigme (1895)
- La Bataille de Strasbourg (2 volumes, 1895)
- La Deux Fois Morte : magie passionnelle (1895)
- Dix mille lieues sans le vouloir (1903)
- Calvaire d'amour (1912)
- L'Effrayante Aventure (1913)
- Trottinette, roman d'amour (s. d.)
- La Vie joyeuse, nouveaux contes drolatiques

Historia y política
- La Révolution (1868)
- Alphonse Baudin, représentant du peuple, mort le 3 décembre 1851 (1868)
- Histoire anecdotique illustrée de la révolution de 1848, avec E. Spoll et E. Faure (1868)
- Histoire de la misère, ou le Prolétariat à travers les âges (1869)
- Fondation de la République française 1789-1848-1870. histoire de cent ans'' (3 volumes, 1882)
- La France martyre, documents pour servir à l'histoire de l'invasion de 1870 (1887)
- Jeanne d'Arc, grand roman national (1888)
- Question sociale. Ventre et cerveau (1894)
- Les Crimes du cléricalisme : I. L'Église sanglante. II. L'Église ignorante (1900)
- L'A. B. C. du libertaire (1905)

Diccionarios
- Dictionnaire universel illustré, biographique et bibliographique, de la France contemporaine, comprenant par ordre alphabétique la biographie de tous les Français et Alsaciens-Lorrains marquants de l'époque actuelle, l'analyse des oeuvres les plus célèbres, par une société de gens de lettres et de savants sous la direction de Jules Lermina (1885)
- Dictionnaire thématique français-argot, suivi d'un index argot-français à l'usage des gens du monde qui veulent parler correctement la langue verte, Henri Levêque (1900)
- Le Réveille-mémoire, encyclopédie de poche, manuel de la conversation : 20 000 renseignements sous la main, classés par ordre alphabétique, histoire ancienne et moderne, géographie, sciences, littérature, beaux-arts, hommes et faits du présent et du passé (1905)

Ocultismo
- La Science occulte, magie pratique, révélation des mystères de la vie et de la mort (1890)

Traducciones
- Chefs-d'œuvre de Shakespeare (1900)